# Hamberg (Haselbach)
Hamberg ist ein Gemeindeteil der Gemeinde Haselbach im niederbayerischen Landkreis Straubing-Bogen. 
Die Einöde liegt knapp drei Kilometer Luftlinie westlich des Ortskerns von Haselbach. Man erreicht das Anwesen von Zachersdorf her über eine einen Kilometer lange Stichstraße ab der Staatsstraße 2147. Bei der Volkszählung 1987 gab es zwei Gebäude mit Wohnraum, die unbewohnt waren.

## Einwohnerentwicklung
| Jahr      | 1838 | 1860 | 1871 | 1875 | 1885 | 1900 | 1913 | 1925 | 1950 | 1961 | 1970 | 1987 |
| --------- | ---- | ---- | ---- | ---- | ---- | ---- | ---- | ---- | ---- | ---- | ---- | ---- |
| Einwohner | 8    | 8    | 11   | 12   | 11   | 7    | 10   | 8    | 5    | 4    | -    | -    |